# Lophornis brachylophus
La coqueta de Guerrero (Lophornis brachylophus), también conocida como coqueta cresticorta, coqueta cresta corta o coqueta de Atoyac,  es una especie de ave apodiforme de la familia Trochilidae (los colibríes), perteneciente al género Lophornis.  Es endémica de una pequeña región del suroeste de México y se encuentra críticamente amenazada de extinción.

## Distribución y hábitat
Se encuentra únicamente en el suroeste de México, en un área muy reducida de unos 25 km de ancho que se extiende a lo largo de la carretera Atoyac - Paraíso - Puerto del Gallo en la Sierra Madre del Sur del estado de Guerrero, al noroeste de Acapulco.
Esta especie es considerada de localmente frecuente a poco común en sus hábitat naturales: los bosques semi-caducifolios, húmedos, de pino-encino y plantaciones, en altitudes entre 900 y 1800 m.

## Estado de conservación
La coqueta de Guerrero fue calificada como «críticamente amenazada de extinción» por la Unión Internacional para la Conservación de la Naturaleza (IUCN) debido a que su extremadamente pequeña zona de distribución, calculada en 50 km2 y su población, estimada entre 250 y 1000 individuos maduros, se presumen estar en decadencia como resultado de la continua degradación y pérdida de hábitat. El hábitat permanecía desprotegido hasta 2023 y sobre severa amenaza debido a la deforestación para cultivos como maíz y café, inclusive de narcóticos ilegales. Sin embargo, futuras investigaciones podrían extender su distribución, lo que conduciría a ser listada como «amenazada». En México, la NOM-059-SEMARNAT-2010 la considera «en peligro de extinción». En el año 2023 fueron creadas cuatro unidades de conservación por colaboración entre comunidades locales, American Bird Conservancy, la Universidad Autónoma de Guerrero y el gobierno mexicano; y otras dos están planeadas para abertura en 2024, totalizando aproximadamente 8900 ha protegidas administradas por las comunidades locales.

## Descripción
Este pequeño colibrí mide entre 7 y 7,5 cm de longitud y pesa alrededor de 2,7 g. El macho tiene las partes superiores de color verde broncíneo con el píleo y el pecho castaños rojizos. Su obispillo tiene una banda blanca en la parte superior mientras que la parte inferior es violáceo o broncíneo. Su garganta es verde y en las mejillas presenta un penacho corto de plumas de color naranja con la punta verde. Una banda blanca separa su garganta del resto de partes inferiores que son de color canela claro. La hembra carece de los copetes del píleo y las mejillas.

## Sistemática

### Descripción original
La especie L. brachylophus fue descrita por primera vez por el ornitólogo estadounidense Robert Thomas Moore en 1949 bajo el nombre científico de subespecie Lophornis delattrei brachylopha; su localidad tipo es: «San Vicente de Benítez, Guerrero, México. Altitud 1500 pies (457 m)».

### Etimología
El nombre genérico masculino «Lophornis» se compone de las palabras del griego «lophos» que significa ‘cresta, tufo’, y «ornis» que significa ‘pájaro’; y el nombre de la especie «brachylophus», se compone de las palabras del griego «brakhus» que significa ‘corto’, y «lophos» que significa ‘cresta’.

### Taxonomía
Fue descrita como una subespecie de Lophornis delattrei, de quien es pariente próxima, así como posiblemente de L. stictolophus. Es monotípica.